# Étrépigny
 Étrépigny  es una población y comuna francesa, en la región de Champaña-Ardenas, departamento de Ardenas, en el distrito de Charleville-Mézières y cantón de Flize.

## Demografía
| 183 | 161 | 154 | 231 | 217 | 217 |
| Para los censos de 1962 a 1999 la población legal corresponde a la población sin duplicidades (Fuente: INSEE [Consultar]) |     |     |     |     |     |

## Personajes ilustres
El ateo Jean Meslier fue cura de Étrépigny entre 1689 y 1729.